# William I. Nolan

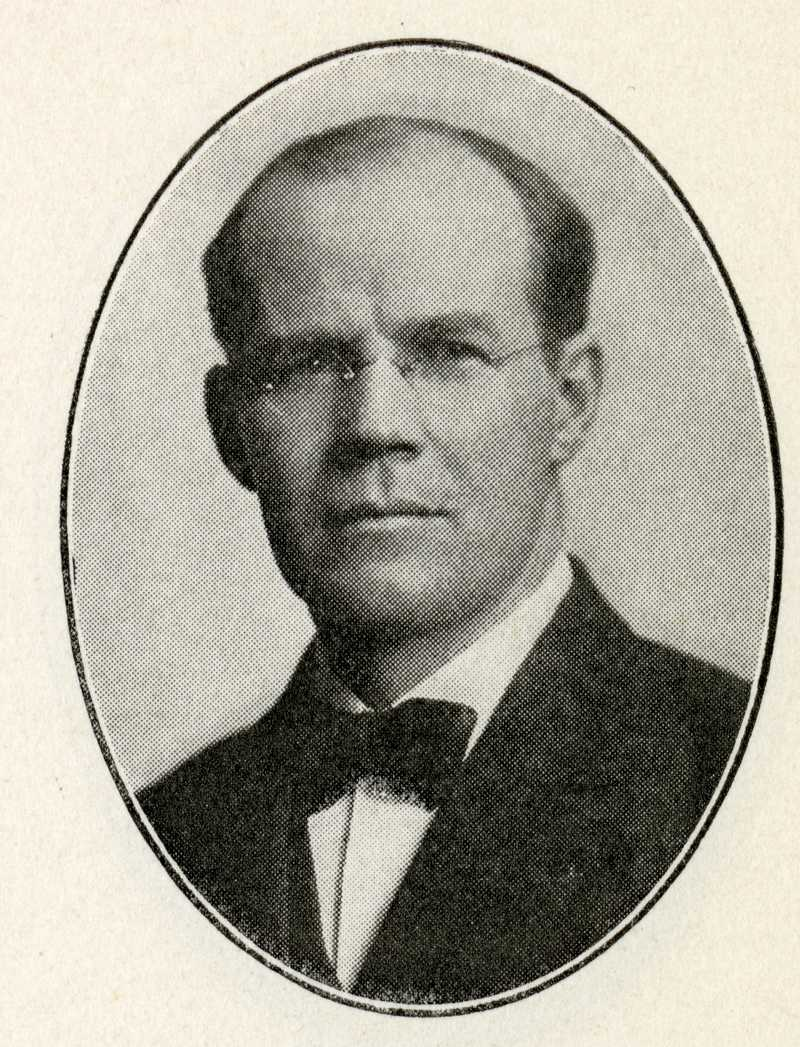
William I. Nolan

William Ignatius Nolan (* 14. Mai 1874 in Saint Paul, Minnesota; † 3. August 1943 in  Winona, Minnesota) war ein US-amerikanischer Politiker. Zwischen 1929 und 1933 vertrat er den Bundesstaat Minnesota im US-Repräsentantenhaus.

## Werdegang
Im Jahr 1877 zog William Nolan mit seinen Eltern nach Minneapolis. Dort besuchte er die öffentlichen Schulen. Zwischen 1891 und 1896 diente er in der Minnesota National Guard, Nationalgarde des Staates. Außerdem wurde er als Rezitator und Humorist bekannt. Nolan entschied sich für eine politische Laufbahn und wurde Mitglied der Republikanischen Partei. Von 1903 bis 1923 saß er mehrfach als Abgeordneter im Repräsentantenhaus von Minnesota, dessen Speaker er zwischen 1919 und 1923 als Nachfolger von Ralph J. Parker war.
Von 1925 bis 1929 fungierte Nolan als Vizegouverneur von Minnesota. Damit war er Stellvertreter von Gouverneur Theodore Christianson. In dieser Eigenschaft war er 1927 auch Vorsitzender der Wiederaufforstungskommission von Minnesota. Nach dem 1929 erfolgten Rücktritt des Kongressabgeordneten Walter Newton, der zum Privatsekretär von Präsident Herbert Hoover ernannt worden war, wurde Nolan bei der fälligen Nachwahl im fünften Wahlbezirk von Minnesota in das US-Repräsentantenhaus gewählt. Nach einer Wiederwahl im Jahr 1930 konnte er sein Mandat in Washington, D.C. bis zum 3. März 1933 ausüben. In dieser Zeit wurde der 20. Verfassungszusatz verabschiedet, der die Zeit zwischen den Kongress- bzw. Präsidentschaftswahlen und dem Beginn der jeweiligen Amtszeiten verkürzte.
Bei den Wahlen des Jahres 1932 verlor William Nolan gegen Magnus Johnson. In den Jahren 1934, 1936 und 1938 bewarb er sich erfolglos um die Nominierung seiner Partei für die jeweiligen Kongresswahlen. Zwischenzeitlich war er wieder als Rezitator tätig. Im Jahr 1942 wurde er zum Eisenbahn- und Lagerhausbeauftragten der Staatsregierung von Minnesota ernannt. Diesen Posten bekleidete er bis zu seinem Tod am 3. August 1943.